# Chibidokuga hypenodes
Chibidokuga hypenodes is een vlinder uit de familie van de spinneruilen (Erebidae). De wetenschappelijke naam van de soort is voor het eerst geldig gepubliceerd in 1979 door Inoue.